# Lispe maroccana
Lispe maroccana är en tvåvingeart som beskrevs av Canzoneri och Giuseppe Giovanni Antonio Meneghini 1966. Lispe maroccana ingår i släktet Lispe och familjen husflugor. Inga underarter finns listade i Catalogue of Life.